# Phrixosceles scioplintha
Phrixosceles scioplintha là một loài bướm đêm thuộc họ Gracillariidae. Nó được tìm thấy ở Đài Loan.